# Haas Shopping

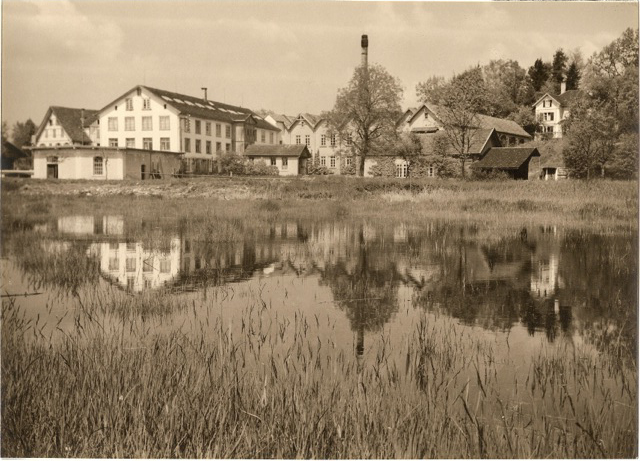
Seidenweberei Ottenbach, 1915

Das Haas Shopping ist ein Direktverkaufsbetrieb in der Gemeinde Ottenbach im Kanton Zürich. Er ist aus der 1867 gegründeten «Seidenstoffweberei Bodmer & Hürlimann» hervorgegangen. Das Unternehmen stellte bis 1975 Seidenstoffe her und wurde 1998 als Haas Ottenbach AG mit der TSF AG in Wädenswil fusioniert.

## Geschichte
Ende des 18. Jahrhunderts begünstigten tiefe Einzugsgebühren für Neuzuzüger (Einmalsteuern) zusammen mit starkem Bevölkerungswachstum und vermehrter Nachfrage für Textilien aus der Stadt, die Ausbreitung textiler Heimindustrie. 1784 waren 49 Prozent der Bevölkerung in Ottenbach mit der Baumwollspinnerei in Heimarbeit beschäftigt.
Die Baumwollindustrie wurde Mitte des 19. Jahrhunderts von der Seidenindustrie abgelöst, als Heinrich Schmid aus Gattikon von seinem Vetter Jakob Beerli die Mühle von Ottenbach kaufte und sie in eine Seidenfabrik umbaute. 

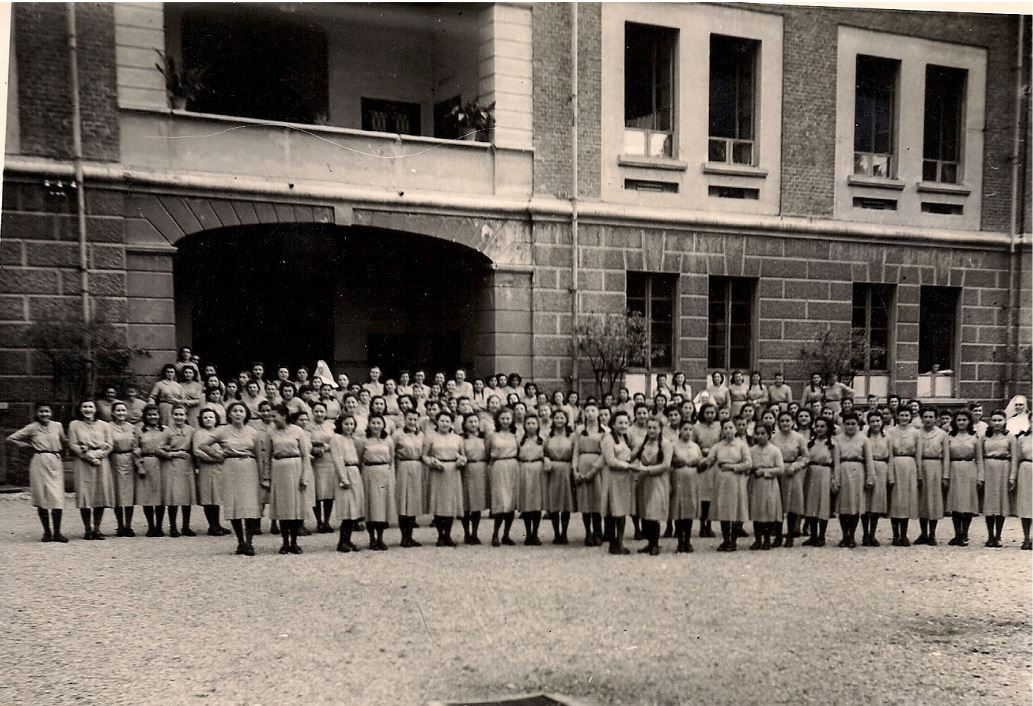
Tessitura Serica di Fossano (1901)

Johann Arnold Walter Bodmer-Knechtle (1836–1925) und Jakob Gottfried Hürlimann (1834–1915) gründeten 1867 in Ottenbach und Zürich die «Seidenstoffweberei Bodmer & Hürlimann» (ab 1887 bis 1923 «Mechanische Seidenstoffweberei Zürich») mit Betrieben in der Schweiz, Deutschland («Mechanische Seidenstoffweberei Waiblingen» 1888, 1910 1133 Beschäftigte), Italien («Tessitura Serica di Fossano» 1900, 176 Webstühle, Leiter Walter Bodmer 1923–1942) und den Vereinigten Staaten («Lion Silk Company», New York 1886).
Im Gründungsjahr mieteten sie die Seidenfabrik in Ottenbach und produzierten Beuteltuch (Müllergaze). 1869 kauften sie die Fabrik und einige Jahre später das zur Mühle gehörende Wohnhaus samt Scheune und Stall, an der 1870 ein Kosthaus für die Arbeiter und deren Familien angebaut wurde. 
Im Jahre 1880 wurde das lange Fabrikgebäude mit Satteldach errichtet, in dem Schirmstoff für den Export in die Vereinigten Staaten produziert wurde. Zum Betrieb der mechanischen Webstühle diente das Wasserrad der ehemaligen Mühle von 1836. 
1881 wurden ein Wasserkraftwerk mit einem Turbinenhaus gebaut und das Wasserrad durch eine Jonval-Turbine (Bell, Kriens) ersetzt. Wenn die Wasserkraft zum Betrieb der 200 Webstühle nicht ausreichte (Niedrigwasser im Winter), wurde anstelle der Turbinenanlage ein mit Kohle beheiztes Lokomobil an die Transmissionen angekoppelt. 
Da es in Ottenbach zu wenig Platz hatte, pachteten 1882 die damaligen Fabrikbesitzer Johann Arnold Walter Bodmer und Jakob Gottfried Hürlimann von den Gebrüdern Stierli in Wey (Muri AG) die Weyermühle. Sie liessen dort das Wasserrad entfernen, bauten eine Turbine ein und eröffneten die «Seidenwinderei Bodmer und Hürlimann» mit anfänglich 15 Arbeiterinnen.
Das heute noch in Ottenbach bestehende Turbinenhaus wurde 1910 gebaut und eine stärkere Francis-Turbine der Maschinenfabrik Uzwil in Betrieb genommen. Im gleichen Jahr wurde der erste Teil der Shedhalle gebaut. 
Die Elektrifizierung erfolgte 1920, als die heute noch funktionierende Francis-Turbine (Bell) eingebaut wurde, die über den Dynamo und Generator Strom in die neuen Elektromotoren und in die Batterieanlage (200 Gläser zu je 100 Liter Säure) für die Beleuchtung lieferte. Die Karbidbeleuchtung wurde abgelöst. Im gleichen Jahr wurde eine Schreinerei und eine Schlosserei eingerichtet. Um diese Zeit wurden 220 Arbeiterinnen beschäftigt und es waren 350 Webstühle in Betrieb, die später durch 120 grössere ersetzt wurden. 
Das in der Weltwirtschaftskrise schwer angeschlagene Unternehmen Bodmer und Hürlimann & Co. verkaufte die Fabrik 1932 an die Seidenstoffweberei A. F. Haas & Co., die Kleider-, Möbel- und Dekorationsstoffe produzierte. Die wirtschaftlichen Schwankungen machten der A. F. Haas zu schaffen. 1943 konnten noch 110 Personen beschäftigt werden. 

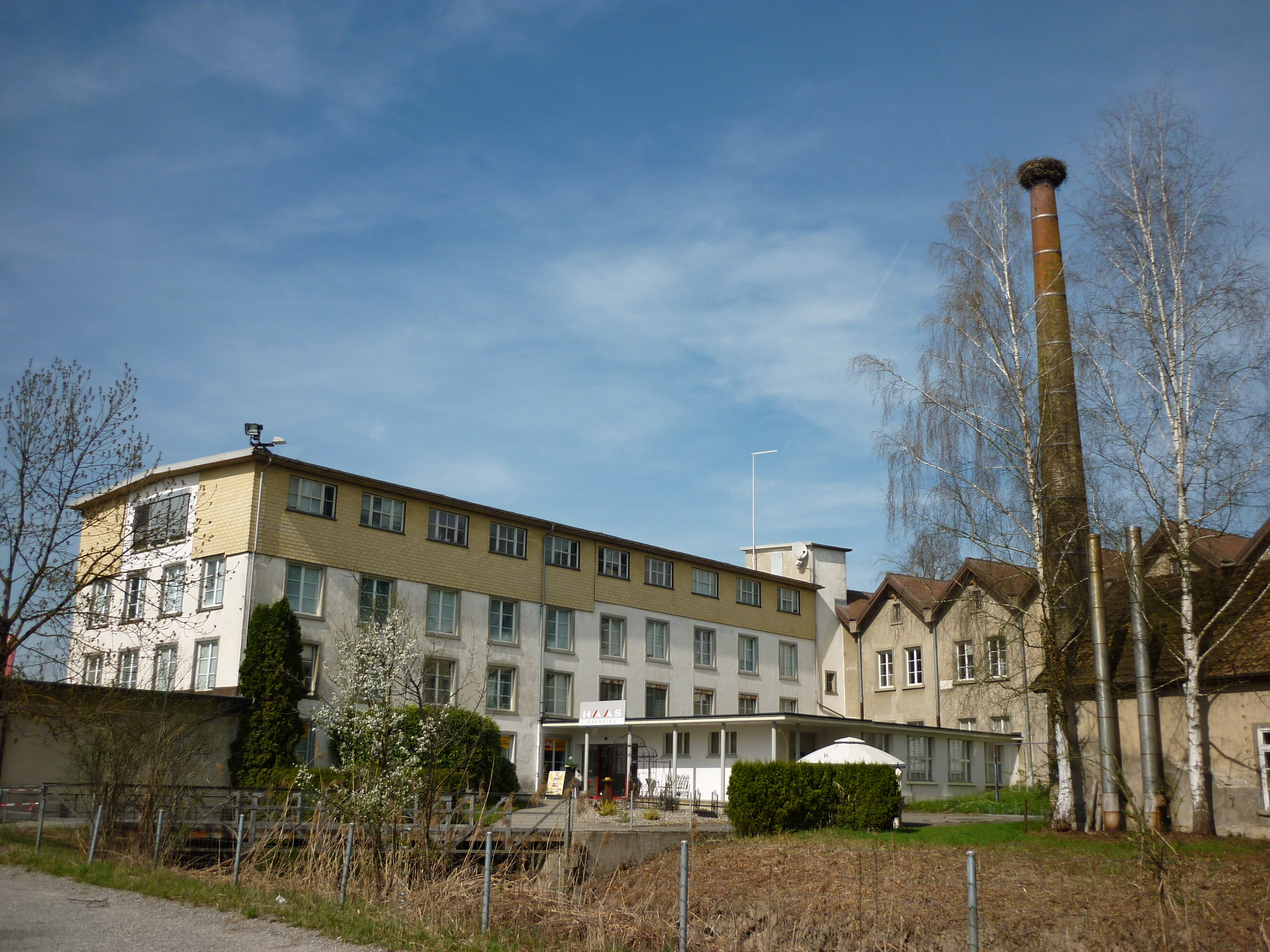
Haas Shopping Ottenbach, 2011

Die Produktion musste 1975 eingestellt werden, weil die alten Webstühle durch neue Webstühle hätten ersetzt werden müssen, und für diese klimatisierte Räume nötig gewesen wären. Deshalb wurde die Produktion in andere Betriebe ausgelagert. Während rund 100 Jahren war die «Fabrik» (wegen der Dampfmaschine «Pfupfi» genannt) der einzige grosse Arbeitgeber in Ottenbach. Fast jede Bauernfamilie hatte jemanden, der in der Fabrik arbeitete und dadurch Bargeld für die Familienkasse beisteuerte.
Seit 1975 dienen die Fabrikräumlichkeiten zuerst als «Fabrikladen» und jetzt als «Haas Shopping» für den Direktverkauf. Die Liegenschaft der ehemaligen Seidenfabrik Haas in Ottenbach wurde 2011 von der ehemaligen Seidenfabrik Gessner übernommen.